# 角質
角質，是蜡聚合物中的一種，是植物表皮兩種主要成分中的一種，覆蓋了植物與空氣接觸的表面。另一種聚合物是膠膜，較容易被保存在化石紀錄中。角質主要由ω-羥基酸及其衍生物組成，其中單體之間是透過酯鍵連結，形成大小不一的聚酯聚合物。角質有兩種主要的單體家族：C16和C18家族。C16家族主要包含16-羥基棕櫚酸、9,16-或10,16-二羥基棕櫚酸。C18家族主要包含18-羥基油酸、9,10-環氧-18-羥基硬脂酸和9,10,18-三羥基硬脂酸。